# Asuka Kurosawa
Asuka Kurosawa (黒沢あすか?, Asuka Kurosawa; Kanagawa, 22 dicembre 1971) è un'attrice e modella giapponese.

## Biografia
Fra i film a cui ha partecipato Cold Fish nel ruolo della compagna del serial killer, la spietata Aiko Murata , film presentato nella 67ª Mostra internazionale d'arte cinematografica di Venezia

## Filmografia
- A Snake of June (2002)
- Ki-re-i?  (2004)
- Dead Waves (2005)
- Memories of Matsuko  (2006)
- Cold Fish, regia di Sion Sono (2010)
- Hito no sabaku (2010)
- Paper Flower , (2011)
- Himizu (2011)
- Silence, regia di Martin Scorsese (2016)